# Luís Simões Brandão
Luís Simões Brandão (Coimbra, 9 de março de 1672 - 30 de março de 1733) foi um prelado da Igreja Católica português, bispo de Angola e Congo.

## Biografia
Foi ordenado diácono em 19 de março de 1695 e, em 16 de junho de 1696, foi ordenado padre. Era pároco na Diocese de Coimbra.
Foi nomeado bispo de Angola e Congo em 6 de fevereiro de 1702 por Dom Pedro II, sendo consagrado em 24 de setembro de 1702, em Lisboa. Sete meses depois, talvez ainda em Portugal, mandou publicar uma pastoral com várias instruções para seus párocos na colônia. Uma dessas instruções era a de se fazer um censo sobre os "confessados" em toda a jurisdição da Diocese. Esteve presente no 1º Concílio da Província Eclesiástica da Bahia, em 1704, que deu início às Constituições Primeiras do Arcebispado da Bahia, que regulavam a província eclesiástica. Resignou-se do governo pastoral em 25 de fevereiro de 1720 e retornou para Portugal, onde foi vigário capitular da Diocese de Coimbra.
Faleceu em Coimbra, em 30 de março de 1733.